# Calzada de Calatrava
Calzada de Calatrava település Spanyolországban, Ciudad Real tartományban. Calzada de Calatrava Aldea del Rey, Granátula de Calatrava, Viso del Marqués, San Lorenzo de Calatrava, Mestanza és Villanueva de San Carlos községekkel határos. Lakosainak száma 3727 fő (2024).

## Népesség
A település népessége az elmúlt években az alábbi módon változott:
| Lakosok száma | 4616 | 4603 | 4539 | 4471 | 4430 | 4155 | 4053 | 3719 | 3615 | 3727 |
|               | 2001 | 2004 | 2006 | 2009 | 2011 | 2014 | 2016 | 2019 | 2021 | 2024 |